# Штормовой прилив
Штормовой нагон или прилив — подъём уровня воды в полузамкнутых водоёмах, подчас весьма резкий, приводящий к наводнениям.
В России типичен для Невской губы, что вызывает регулярные наводнения в Санкт-Петербурге. Для предотвращения нагона построен комплекс защитных сооружений Санкт-Петербурга от наводнений. Перераспределение масс воды при штормовом приливе происходит под действием касательного напряжения ветра или из-за перепада атмосферного давления.

## Исторические штормовые приливы

### XX век
Самым смертоносным штормовым нагоном был циклон Бхола в 1970 году, в котором погибло до 500 000 человек в районе Бенгальского залива. Низменные побережья Бенгальского залива особенно уязвимы для подъёмов, вызванных тропическими циклонами.
Галвестонский ураган 1900 года 4-й категории, обрушившийся на город Галвестон, штат Техас, и вызвавший разрушительный прилив на берегу; от 6000 до 12 000 жизней были потеряны, что делает его самым смертоносным стихийным бедствием, когда-либо поразившим Соединенные Штаты.

### XXI век
В XXI веке самый смертоносный нагон был вызван циклоном «Наргис», в мае 2008 года при котором погибли более 138 000 человек в Мьянме. Следующий по числу жертв нагон в этом веке был вызван тайфуном Хайян (Йоланда), в котором погибло более 6000 человек в центральной части Филиппин в 2013 году; экономические потери оцениваются в 14 млрд долларов.